# Scaphyglottis livida
Scaphyglottis livida é uma espécie de orquídea epífita, família Orchidaceae, que habita do México à Bolívia e sudeste do Brasil.